# Ряд Неймана
Ряд Неймана — це ряд вигляду
{\displaystyle \sum _{n=0}^{\infty }T^{n},}
де {\displaystyle T} — це деякий оператор. У цьому випадку {\displaystyle T^{n}} означає суперпозицію з {\displaystyle n} однакових операторів {\displaystyle T}. Якщо ж {\displaystyle T} — елемент кільця, то {\displaystyle T^{n}} означатиме {\displaystyle n}-й степінь елемента {\displaystyle T}.
Ряд Неймана є узагальненням поняття суми геометричної прогресії.
Основною властивістю ряду Неймана є те, що
{\displaystyle (I-T)^{-1}=\sum _{n=0}^{\infty }T^{n},}
де {\displaystyle I} — одиничний елемент. У випадку операторів для цього достатньо того, щоб лінійний обмежений оператор {\displaystyle T}, що діє в банаховому просторі {\displaystyle X}, мав норму або спектральний радіус, менший від одиниці. Так, у разі матриць цей ряд дозволяє обернути матрицю вигляду {\displaystyle I-F}, де {\displaystyle \lambda _{max}(F)<1} — найбільше власне значення матриці {\displaystyle F}.
У разі кільця з одиницею конструкція, аналогічна ряду Неймана, дозволяє обертати елементи вигляду {\displaystyle 1-p}, де {\displaystyle p} — нільпотент. У цьому випадку ряд Неймана набуває вигляду скінченної суми
{\displaystyle \sum _{n=0}^{m-1}p^{n},}
де {\displaystyle m} — індекс нільпотента {\displaystyle p}.